# Andrea Padilla
Andrea Padilla Villarraga (Bogotá, 23 de agosto de 1978) es una psicóloga, activista, animalista y política colombiana. Es reconocida por ser promotoras de la Ley Ángel sobre la protección de los animales en 2025.

## Biografía
Nació en Bogotá. Estudió psicología en la Pontificia Universidad Javeriana, magíster en pensar y gobernar las sociedades complejas de la Universidad Autónoma de Barcelona y en criminología de la Universidad Católica de Lovaina, hizo su especialización en derecho de la Universidad de los Andes. Su carrera empezó como animalista en la  voceria de Anima Naturalis Internacional, una organización, que busca proteger y difundir los derechos de los animales. Entre 2020-2021 fue Concejala de Bogotá.
En 2022 es elegida como Senadora de la República de Colombia, dentro de su curul se destaca por crear un decreto de la prohibición de las corridas de toros en la Plaza de Santamaría que se aprobó en 2024. En 2025 es aprobado la ley de las protecciones de los animales en maltratos y muertes en castigos penales severos y multas por causar lesiones al animal que esto se inspiró a un perro llamado Ángel que encontrado con maltrato severo, lesiones y tortura y abandono en Boyacá.